# Calliopsis fulgida
Calliopsis fulgida là một loài Hymenoptera trong họ Andrenidae. Loài này được Shinn mô tả khoa học năm 1967.